# Kusonóżka ognista
Kusonóżka ognista, ptasznik ognisty (Brachypelma auratum) – gatunek pająka z rodziny ptasznikowatych. Dorasta do 7 cm ciała (dorosłe samice), samce zaś mniejsze (w okolicy 5,5 cm). Tak jak większość przedstawicieli rodzaju Brachypelma rośnie bardzo wolno, (okres dojrzewania około 4-5 lat). Posiada jad stosunkowo słaby i niegroźny dla człowieka. Dorosła samica w sprzyjających warunkach może przeżyć nawet 20 lat, samiec zdecydowanie mniej – około rok od ostatniego linienia. Nie jest to zasadniczo gatunek agresywny, aczkolwiek bywa nieco bardziej niż inni przedstawiciele tego rodzaju np. Brachypelma smithi czy B. albopilosum, zaniepokojony wyczesuje włoski z odwłoka.

## Wygląd
Odnóża i opistosoma (odwłok) są koloru kruczoczarnego. Na rzepkach pająka widnieją jaskrawo pomarańczowe, niekiedy czerwone plamy. Karapaks przyjmuje ze wzrostem kolor czarny, jego obrzeża są koloru podpalanego brązu. Odwłok porastają jasnorude włosy.

## Występowanie
Zamieszkuje tereny wyżynne w Meksyku. W środowisku naturalnym został jednak już prawie całkowicie wytępiony z powodu dużego zapotrzebowania hodowców.

## Prawne uwarunkowania hodowli
Brachypelma auratum jest objęta Konwencją Waszyngtońską (CITES). Zaświadczenie o urodzeniu w niewoli zwierzęcia jest potrzebne tylko przy przewożeniu pająka przez granice na terenie UE lub rozmnażaniu i sprzedaży.